# Egil
Egil eller Ægil er en legendarisk helt i nordisk mytologi, der nævnes Völundarkviða og Didriks saga. Navnet er afledt af urgermansk *Agilaz og det samme ord ses i oldengelsk Ægil i Franks Casket og i alemmanisk Aigil på Pforzen spændet.
Den urgermanske form af legenden kendes ikke, men det tyder på at Egil var en kendt bueskytte, der forsvarer et tårn sammen med sin kone, Aliruna, mod angribere. Vidnesbyrdet fra Pforzenspændet er usikert udover navnet Aigil og Ailrun, men tilføjer muligvis, at de kæmpede ved floden Ilz. Ligesom Herakles og Athene der kæmpede mod giganterne fra Olympen i Gigantomaki, så viser Franks Casket en sene med Aegil og hans kone i et tårn, hvor Aegil skyder pile mod angribene kæmper.